# Kesälahti

Wappen von Kesälahti

Kesälahti [ˈkɛsælɑhti] (schwedisch historisch Kesälax) ist eine ehemalige Gemeinde in der finnischen Landschaft Nordkarelien. Seit 2013 ist sie ein Teil der Stadt Kitee.

## Geografie und Bevölkerung
Kesälahti liegt im Süden der ostfinnischen Landschaft Nordkarelien an der Grenze zu Russland 35 Kilometer südwestlich Stadtzentrums von Kitee und knapp 70 Kilometer östlich von Savonlinna. Das ehemalige Gemeindegebiet von Kesälahti umfasst 583,1 Quadratkilometer (davon 195,2 Quadratkilometer Binnengewässer). Die Landschaft wird von den beiden großen Seen Puruvesi im Westen und Pyhäjärvi im Osten geprägt. Klimatisch gehört Kesälahti zum Einzugsgebiet des Ladogasees im russischen Teil Kareliens, wodurch das Klima verhältnismäßig mild und sonnig ist. Kesälahti vermarktet sich daher als Aurinkokunta („Sonnengemeinde“). Die Einwohnerzahl der Gemeinde betrug zuletzt 2.326 (Stand: 31. Dezember 2012).
Das einzige Siedlungszentrum (taajama) in Kesälahti ist das an der Staatsstraße 6 auf einer Landenge zwischen den Seen Puruvesi und Pyhäjärvi gelegene Kirchdorf Kesälahti, das 1.037 Einwohner zählt (Stand: 31. Dezember 2011). Außerdem gehören zum ehemaligen Gemeindegebiet von Kesälahti die Dörfer Marjoniemi, Purujärvi, Sarvisalo, Suitsansaari, Totkunniemi, Varmonniemi und Villala.

## Geschichte

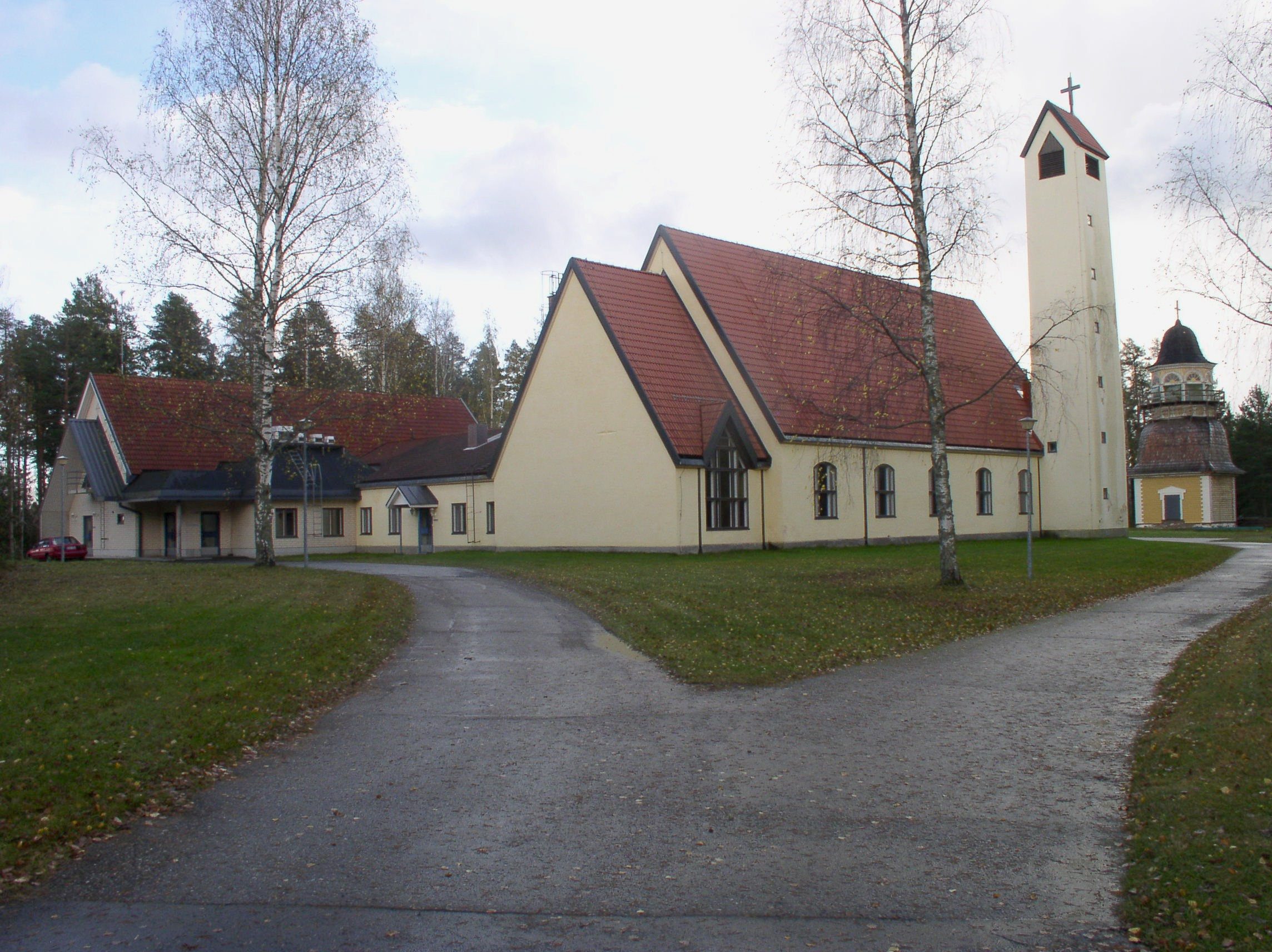
Die Kirche von Kesälahti

Erste Siedlungsspuren in Kesälahti stammen aus der Jungsteinzeit vor 5000 Jahren. Eine Gerichtsstätte auf einem Felsen der Insel Sirnitsa wird 1556 erstmals urkundlich erwähnt. Zu dieser Zeit stand Kesälahti unter russischem Einfluss; die Bevölkerung gehörte dem orthodoxen Glauben an. Im Frieden von Teusina von 1595 wurde die Grenze zwischen Schweden und Russland nach Osten verschoben, sie verlief nun bei Kesälahti. 1617 kam Kesälahti im Frieden von Stolbowo als Teil des Kexholms län an Schweden. Um 1630 wurde die lutherische Gemeinde gegründet. In der Folgezeit war die orthodoxe Bevölkerung Repressalien ausgesetzt; ein Teil konvertierte zum lutherischen Glauben, ein Teil wanderte nach Twer und Olonez aus. Nach dem Frieden von Nystad (1721) verlief die schwedisch-russische Grenze wieder bei Kesälahti. Der Ort selbst blieb aber auf schwedischer Seite, bis 1812 ganz Finnland unter russische Herrschaft kam. Einen Teil der aufgezeichneten Volksdichtung, auf deren Grundlage Elias Lönnrot das finnische Nationalepos Kalevala erschuf, sammelte dieser 1828 in Kesälahti. Durch die Trennung der politischen Gemeinden von der Kirchenverwaltung entstand 1873 die Gemeinde Kesälahti. Nachdem Finnland 1917 selbstständig geworden war, gehörten auch die Gebiete östlich von Kesälahti zu Finnland. Im Zweiten Weltkrieg erlitt Kesälahti Zerstörungen, unter anderem brannte die alte Kirche von 1830 ab. An ihrer Stelle entstand 1950 ein moderner Kirchenbau. Der freistehende Glockenstapel von 1770 ist erhalten. Seitdem Finnland 1944 Ostkarelien an die Sowjetunion abtreten musste, ist Kesälahti wieder ein Grenzort. Zum Jahresbeginn 2013 wurde die Gemeinde Kesälahti in die Stadt Kitee eingemeindet.

## Verkehr
Die parallel zur Ostgrenze verlaufende Staatsstraße 6 verbindet Kesälahti mit dem Süden des Landes. Außerdem ist Kesälahti an die Bahnstrecke Helsinki-Joensuu angebunden. Der nächste Flughafen befindet sich in Savonlinna. Über den Grenzübergang im benachbarten Värtsilä besteht die Möglichkeit, nach Russland einzureisen.

## Söhne und Töchter
- Lauri Silvennoinen (1916–2004), Skilangläufer
- Hemmo Silvennoinen (1932–2002), Skispringer
- Kauko Laasonen (* 1951), Bogenschütze